# IiO
Pour les articles homonymes, voir IIO.
iiO était un groupe américain de musique électronique originaire de New York, composé de la chanteuse et parolière Nadia Ali, et du producteur Markus Moser. Le groupe s'est fait connaître avec le single Rapture sorti à la fin de 2001, qui a atteint la deuxième place au UK Singles Chart et au Billboard Hot Dance Club Charts. À la suite du succès de leur tube, iiO a ensuite sorti d'autres singles et leur album Poetica en 2005.
La même année, Nadia Ali quitte iiO pour entamer une carrière solo. Markus Moser a continué à composer des titres et publier des singles avec elle au chant, dont le single Is It Love? sorti en 2006 qui a atteint la première place au Billboard Hot Dance Club Charts. En 2011, ils ont sorti leur deuxième album studio Exit 110, toujours avec Nadia Ali au chant, cet album étant annoncé comme la dernière publication du groupe.

## Discographie
Albums studio
- Poetica (2005)
- Exit 110 (2011)

Albums remix
- Reconstruction Time: The Best of iiO Remixed (2007)
- American Ambient (2011)

Compilations
- Rapture Reconstruction: Platinum Edition (2008)
- Frank Bailey vs iiO Remastered (2011)